# Az Aegean Airlines úti céljai
Az Aegean Airlines görög légitársaság úti céljai (2018 januári adatok):

## Menetrend szerinti úti célok

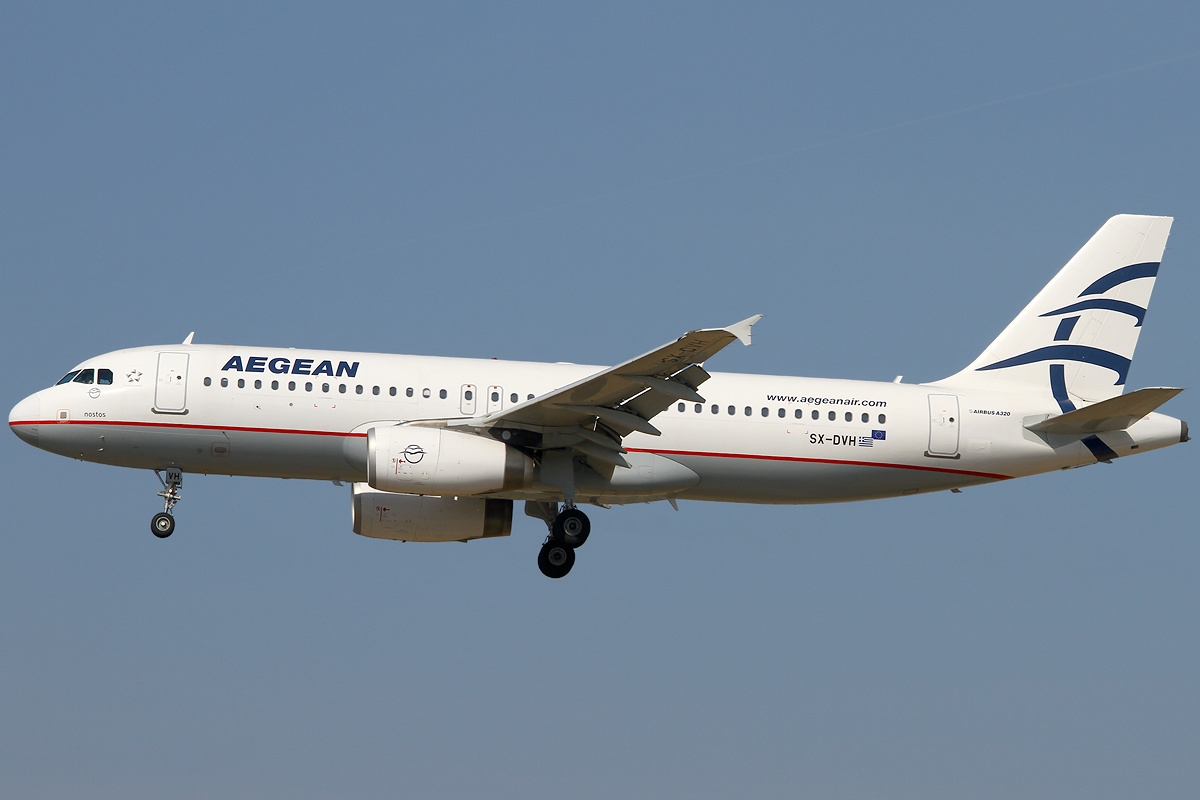
Aegean Airlines Airbus A320-200

| Bázis | Bázis                     |
| *     | Bázis a nyári időszakban  |
| +     | Tervezett járat úti célja |
| Ø     | Szezonális                |

## Megszűnt járatok
- Azerbajdzsán – Baku[1]
- Dánia – Billundi repülőtér
- Egyesült Arab Emírségek – Abu Dhabi
- Egyesült Királyság – London–Stansted
- Egyiptom – Sarm es-Sejk[2]
- Görögország – Alexandrupoli, Athén-Ellinikon, Kefalónia, Chania, Chios, Joánina, Kavála, Kósz, Lemnosz, Mütiléné, Számosz, Szitia,[3] Szkürosz
- Lettország – Riga
- Németország – Kassel, Köln/Bonn[4][5][6]
- Norvégia – Oslo–Gardermoeni repülőtér
- Olaszország – Milánó-Linate,[7]
- Oroszország – Nyizsnyij Novgorod,[8] Perm,[8] Rosztov-na-Donu,[9] Jekatyerinburg[8]
- Spanyolország – Palma de Mallorca
- Törökország – Isztambul, Sabiha Gökçen
- Ukrajna – Kijev,[10][11] Mariupol[12]